# Toni Domgjoni
Toni Domgjoni, né le 4 septembre 1998 à Koprivnica en Croatie, est un footballeur international kosovar, qui évolue au poste de milieu central au Vitesse Arnhem.

## Biographie

### En club
Né à Koprivnica en Croatie et formé au NK Slaven Belupo, Toni Domgjoni rejoint la Suisse et le FC Zurich en 2009, où il poursuit sa formation. Il débute avec les professionnels le 17 mars 2018, lors d'un match de championnat perdu par son équipe sur le score de trois buts à un contre les Young Boys de Berne. Le 31 mars suivant, lors de son deuxième match seulement, il inscrit son premier but en professionnel lors d'un match nul de son équipe contre le FC Sion (1-1). Le 22 mai 2018, Domgjoni signe son premier contrat professionnel avec le FC Zurich,. Il remporte le premier trophée de sa carrière lors de cette même saison, participant à la finale de la Coupe de Suisse qui a lieu le 27 mai, et que son équipe remporte par deux buts à un contre les Young Boys de Berne.
Le 25 octobre 2018, Domgjoni inscrit son premier but en coupe d'Europe, lors d'une rencontre de phase de groupe de la Ligue Europa 2018-2019 contre le Bayer Leverkusen. Titulaire, il participe à la victoire de son équipe par trois buts à deux.
Le 25 mai 2021 est annoncé le transfert de Toni Domgjoni au Vitesse Arnhem.

### En équipe nationale
Bien qu'il soit né en Croatie et soit formé là-bas, il représente la Suisse dans les équipes de jeunes. Avec les moins de 19 ans, il inscrit un but lors d'un match amical contre l'Arménie en novembre 2016.
Il reçoit sa première sélection avec les espoirs le 7 septembre 2018, contre la Bosnie-Herzégovine, lors des éliminatoires de l'Euro espoirs 2019, où il joue 45 minutes (victoire 3-0).
Le 1er octobre 2021 la fédération du Kosovo de football annonce le choix de Toni Domgjoni de représenter l'équipe nationale du Kosovo. Il reçoit sa première convocation en équipe nationale le même jour.

## Statistiques
| Saison                | Club                  | Championnat           | Championnat | Championnat | Coupe(s) nationale(s) | Coupe(s) nationale(s) | Compétition(s) continentale(s) | Compétition(s) continentale(s) | Compétition(s) continentale(s) | Total | Total |
| Saison                | Club                  | Division              | M.          | B.          | M.                    | B.                    | Comp.                          | M.                             | B.                             | M.    | B.    |
| 2016-2017             | FC Zurich II          | Promotion League      | 24          | 2           | -                     | -                     | -                              | -                              | -                              | 24    | 2     |
| 2017-2018             | FC Zurich II          | Promotion League      | 17          | 2           | -                     | -                     | -                              | -                              | -                              | 17    | 2     |
| Sous-total            | Sous-total            | Sous-total            | 41          | 4           | -                     | -                     | -                              | -                              | -                              | 41    | 4     |
| 2017-2018             | FC Zurich             | Super League          | 12          | 1           | 1                     | 0                     | -                              | -                              | -                              | 13    | 1     |
| 2018-2019             | FC Zurich             | Super League          | 30          | 1           | 4                     | 0                     | C3                             | 7                              | 1                              | 41    | 2     |
| 2019-2020             | FC Zurich             | Super League          | 20          | 0           | 3                     | 0                     | -                              | -                              | -                              | 23    | 0     |
| Sous-total            | Sous-total            | Sous-total            | 62          | 2           | 8                     | 0                     | -                              | 7                              | 1                              | 77    | 3     |
| Total sur la carrière | Total sur la carrière | Total sur la carrière | 103         | 6           | 8                     | 0                     | -                              | 7                              | 1                              | 118   | 7     |

## Palmarès
FC Zurich
- Vainqueur de la Coupe de Suisse en 2018